# Jaedon Descheneau
Jaedon Descheneau, född 22 februari 1995 i Leduc, Alberta, är en kanadensisk professionell ishockeyspelare (högerforward) som spelar för HC TPS i Finland. Han spelade säsongen 2021, till och med 8 december, i Malmö Redhawks. Tidigare har hans spelat i bland annat Brynäs IF och i Düsseldorfer EG.